# Thori Staples Bryan
Thori Staples Bryan, född den 17 april 1974 i Maryland, USA, är en amerikansk fotbollsspelare.
Hon tog OS-guld i damernas turnering i samband med de olympiska fotbollstävlingarna 1996 i Atlanta.